# Celstof

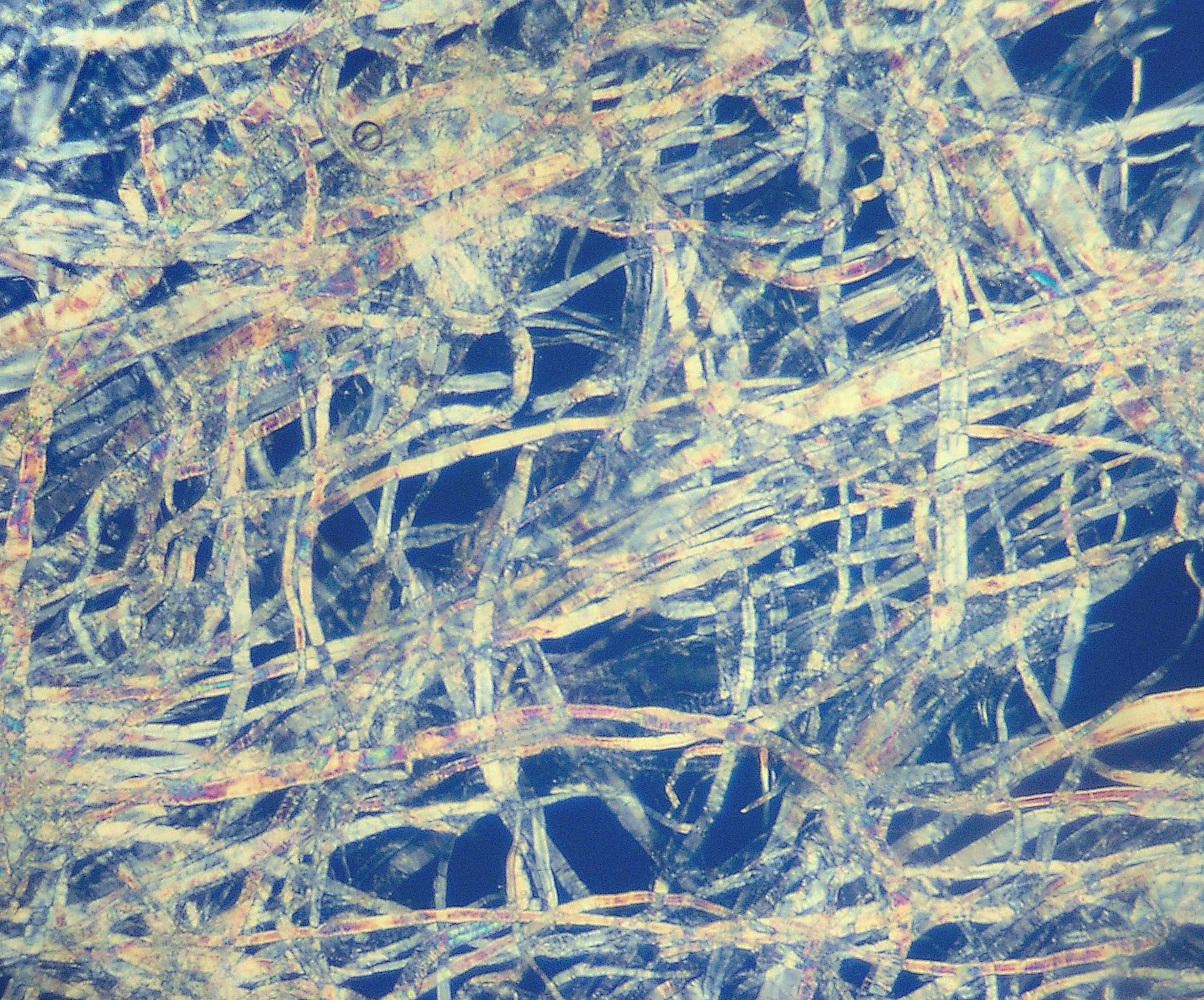
Microscopische opname van celstof

Celstof is de belangrijkste grondstof voor papier. Andere namen die voor celstof gebruikt worden zijn pulp of papierpulp, papiervezel en cellulose.
Celstof als grondstof ontstaat na de volgende bewerkingen:
- Hout als grondstof verzamelen, meestal kaphout uit productiebossen, dunhout en zagerijresten.
- Zagen, ontbasten en soms chippen. Chippen is verkleinen van het hout, zodat het beter verwerkt kan worden.
- Ontsluiten van de vezels.
- Bleken.
- Drogen en vormen tot celstofbalen.

Deze laatste stap wordt alleen gedaan als het niet gaat om geïntegreerde productie van papier. Dat wil zeggen dat het papier ergens anders wordt geproduceerd dan waar de celstof vandaan komt.
De grondstoffen voor celstof zijn voornamelijk naaldhout en loofhout. Meestal wordt celstof van eucalyptus als de derde groep behandeld, vanwege de speciale vezels, hoewel het eigenlijk tot loofhout hoort.
In Nederland bestaat er geen celstofindustrie. Alle grondstoffen voor de productie van fijnpapier worden geïmporteerd.

## Ontsluiten van vezelgrondstoffen
Er zijn twee vormen van ontsluiten: mechanisch of chemisch. Er bestaat ook een tussenvorm. Mechanische ontsloten pulp wordt ook wel houthoudend genoemd, chemisch ontsloten houtvrij.
Hout bestaat behalve uit cellulose ook uit lignine. Lignine zorgt voor de verbinding van de cellulose in de boom en moet dus verwijderd of behandeld worden om celstof te kunnen maken.
Celstof staat eigenlijk alleen voor chemisch ontsloten vezels, toch worden hier ook kort de mechanische ontsluitingsvormen behandeld.

### Mechanisch ontsluiten
De eerste ontsluitingsvorm is houtslijp. 
Een boomstam wordt tegen een ronddraaiende slijpsteen geduwd. Daarbij komt veel warmte vrij, zodat het hout met extra water gekoeld moet worden. De hoge temperatuur die ontstaat, verzwakt het lignine, waardoor de vezel bij het slijpen vrijkomt. Een gedeelte van de vezels wordt bij dit proces verkort.
De tweede ontsluitingsvorm is drukslijp.
Dit is bijna hetzelfde als houtslijp, echter onder hoge druk. Bij hogere druk kan de temperatuur ook hoger zijn, waardoor de lignine nog verder verzwakt wordt.
De derde ontsluitingsvorm is thermoslijp.
Dit proces loopt onder normale druk. Hierbij wordt de temperatuur in het proces geregeld. Er wordt warm hout in plaats van koud hout gebruikt.
De vierde ontsluitingsvorm is RMP, refiner mechanical pulp.
Hier wordt gebruikgemaakt van gechipt hout. Het hout wordt in een refiner geleid. Een refiner bestaat uit een of meerdere platen met messen erop. De platen, die draaien, drukken tegen een stilstaande plaat, waarbij de vezel bij contact met de platen uit het hout wordt gehaald.
De vijfde ontsluitingsvorm is CRMP, chemical refiner mechanical pulp.
Dit is eigenlijk een tussenvorm tussen mechanisch en chemisch. Voordat de chips in de refiner geleid worden, worden ze eerst behandeld met sulfiet of bisulfiet. Hierdoor wordt een sterkere vezel verkregen, maar met een lager rendement.
De zesde ontsluitingsvorm is TMP, thermo mechanical pulp.
De chips worden eerst voorverwarmd, voordat ze in de refiner geleid worden.
De zevende ontsluitingsvorm is CTMP, chemo thermo mechanical pulp.
De chips worden behalve met warmte ook met sulfiet voorbehandeld.
Deze pulp is de beste houthoudende, mechanisch ontsloten pulp.

### Half chemisch - half mechanisch ontsluiten
Een tussenvorm tussen het mechanisch- en chemisch ontsluiten van hout is het Semi-Chemical proces. Hierbij wordt het hout voor een korte duur met chemicaliën gekookt om daarna mechanisch te ontsluiten. De verkregen pulp geeft een zeer stijf papiersoort, dat voornamelijk voor de golfkarton productie wordt gebruikt.

### Chemisch ontsluiten
Er zijn 2 processen voor chemisch ontsluiten: het sulfietproces en het sulfaatproces.

#### Sulfietproces
Dit proces is uitgevonden in 1867. Met het sulfietproces wordt ongeveer 15% van de celstof geproduceerd. Voor de chemische reactie wordt gebruikgemaakt van zwaveligzuur (H2SO3). Voor een voldoende hoge reactiesnelheid wordt de temperatuur verhoogd tot ongeveer 120 °C. Het lignine is normaal niet oplosbaar in water. Het bisulfietion (HSO3−), dat ontstaat uit zwaveligzuur, reageert met (sulfoneert) de lignine, waardoor de lignine oplosbaar in water wordt. Het zuur (H3O+) hydrolyseert de lignine met hetzelfde resultaat. Het sulfietproces is een discontinu proces. Het rendement ligt ongeveer op 55%.

#### Sulfaatproces
Het sulfaatproces is sinds 1879 in gebruik. Dit proces is alkalisch. De natronloog laat de houtstructuur zwellen, zodat de kookvloeistof in het hout kan indringen. Dit gebeurt bij een hoge temperatuur van 180 °C. Doordat dit proces zo agressief is, is het ook geschikt voor de moeilijke houtsoorten, zoals grenenhout.
De optredende chemische reacties zijn:
{\displaystyle \mathrm {NaOH\ \longrightarrow \ Na^{+}\ +\ OH^{-}} }
{\displaystyle \mathrm {Na_{2}S\ +\ H_{2}O\ \longrightarrow \ SH^{-}\ +\ 2\ Na^{+}\ +\ OH^{-}} }
{\displaystyle \mathrm {SH^{-}\ +\ H_{2}O\ \longrightarrow \ H_{2}S\ +\ OH^{-}} }
De actieve stof is het hydrosulfide-ion (HS−), afkomstig van natriumsulfide (Na2S). In de kookvloeistof bevindt zich ook natriumhydroxide (NaOH) en natriumcarbonaat (Na2CO3). De naam van het proces is afkomstig van de stof natriumsulfaat (Na2SO4), die bij het opwerken van de kookvloeistof tot natriumsulfide gereduceerd wordt.
Het hydrosulfide ion reageert met de methoxygroepen (CH3O−) van de lignine in het hout en vormt methaanthiol, een stinkend thiol, dat zorgt voor de typische geur (of stank) van een pulpfabriek. Ook worden de ketens van lignine opengebroken met de hydroxide en hydrosulfide-ionen.
Het eindproduct bevat nog altijd 3 tot 5% lignine. Behalve lignine worden ook de harsen met dit proces uit het hout verwijderd.
Het sulfaatproces is een continu proces. Het rendement ligt bij 45 tot 50%.

## Bleken
Bleken wordt gedaan om de witheid te verhogen. Ook bij bleken gaat het om reducering of behandeling van de na de vezelontsluiting gebleven lignine. Lignine veroorzaakt een bruine verkleuring. Er bestaat lignine-verwijderende bleking en lignine-modificerende bleking.

### Lignine-modificerende bleking
Deze bleking is erop gericht om de resonerende groepen (resonantie in een molecuul veroorzaakt de bruinkleuring) van de lignine op te breken. Dit kan met oxidative en reductieve bleking. Oxidatieve bleking gebeurt met waterstofperoxide in een alkalisch milieu bij een temperatuur van 70 °C. Omdat niet alle kleurveroorzakende groepen daarmee worden geëlimineerd moet een reducerende bleking ondernomen worden. Deze bleking wordt gedaan met hydrosulfiet (S2O4−) dat met zuurstof reageert. Deze zuurstof moet van de lignine worden genomen, zodat ook deze groepen op de lignine niet meer kleuractief zijn. Omdat de zuurstof niet uit de lucht mag komen voor een goed rendement, moet ervoor gezorgd worden, dat de reactie zonder lucht verloopt. Deze reactie verloopt in een neutraal milieu.

### Lignine-verwijderende bleking
De blekingstappen zijn verschillende trappen van bleking en vervolgens wassen van de pulp.
Vroeger werd hoofdzakelijk met chloor (Cl2) gebleekt. Onder druk van de milieubewegingen zijn deze bleek-processen door meer milieuvriendelijke processen vervangen worden. Het grootste probleem met deze manier van bleking is de vorming van chloorhoudende afbraakproducten.
Tegenwoordig worden in het ECF-proces (elementair chloorvrij) hoofdzakelijk chloorbleekloog of hypochloriet (ClO−) en chloordioxide (ClO2) gebruikt.
In het TCF-proces (totaal chloorvrij) worden de volgende stoffen toegepast: zuurstof (O2), waterstofperoxide (H2O2) en ozon (O3).
Bleken wordt in meerdere trappen uitgevoerd. Bijvoorbeeld C-E-H-D-E-D, wat wil zeggen chloor, extractie met natronloog, vervolgens hypochloriet, chloordioxide, extractie met natronloog, chloordioxide.
Chloorbleking functioneert door reactie van de chloor met de lignine, waardoor de lignine oplosbaar wordt onder vorming van zoutzuur. Hypochloriet werkt door het openbreken van de kleurveroorzakende aromaat-ringen van de lignine. Chloordioxide is een sterke oxidator, ook bij deze bleking ontstaat zoutzuur. Ook de peroxidebleking werkt door oxidatie van de aromaatringen in het lignine. De werking van de zuurstof of ozonbleking berust op oxidatie van de lignine (zoals bij chloor). De alkali-extractie (met natronloog) moet de zure afbraakproducten van lignine verwijderen.
De milieuwinst van het TCF-proces ten opzichte van het ECF-proces is beperkt en discutabel. Weliswaar ontstaan minder chloorhoudende afvalproducten, maar het rendement van hout dat in celstof omgezet wordt, is lager.

## Milieu-aspecten
Voor de productie van celstof is veel water en veel energie nodig, bovendien moet er hout worden gekapt. Ook de afvalproducten die bij de celstofproductie ontstaan, zijn milieubelastend. Daarnaast veroorzaken celstoffabrieken stank en vaak, ook door de waterdamp, zeker in de winter, mist.
Veel ontwikkelingen in de pulpindustrie zijn erop gericht om de schadelijke milieuaspecten te verbeteren. Dat betekent efficiënter omgaan met energie en water, hergebruik van afvalproducten door deze te verbranden en daarbij de ontstane warmte voor het productieproces in te zetten, en verhoging van het rendement zodat minder bomen gebruikt moeten worden.